# Жлоба, Дмитрий Петрович
Дми́трий Петро́вич Жлоба (3 июня (15 июня) 1887, Киев, Российская империя — 10 июня 1938, Краснодар, РСФСР, СССР) — советский военачальник, участник Гражданской войны. Дважды Краснознамёнец. В 1938 году был арестован НКВД по ложному обвинению и расстрелян (). После смерти Сталина реабилитирован.

## Биография
Дмитрий Жлоба родился 3 июня (15 июня) 1887 года в Киеве в семье украинского батрака (по сведениям музея МБУ «Павловский ИКМ»: Пётр Акимович Жлоба – отец легендарного героя Гражданской войны Дмитрия Петровича Жлобы, — выходец из семьи безземельных казаков села Шибириновки Антоновской волости Черниговской губернии. Умер в 1927 году в станице Павловской. Похоронен в станице Павловской»). Дмитрий работал на заводе «Наваль» в городе Николаеве. В ходе Первой российской революции 1905—1907 состоял в рабочей дружине завода и участвовал в столкновениях с полицией. Самоучкой освоил навыки обращения с шахтным оборудованием и работал машинистом на шахтах Донбасса.
С началом Первой мировой войны был освобождён от призыва как квалифицированный рабочий. Будучи арестованным в мае 1916 года за участие в Горловско-Щербиновской стачке, он в соответствии с принятым тогда законом о направлении на фронт политически неблагонадёжных, был призван в армию.
Зачислен в Русскую императорскую армию в сентябре 1916 года. Сначала был зачислен в 107-й запасной пехотный полк, оттуда направлен на учёбу в престижную в то время Московскую школу авиационных мотористов на Ходынском поле. В 1917 году её окончил по специальности военного моториста и получил звание младшего унтер-офицера.
Член РСДРП(б) с 1917 года. После Февральской революции был избран членом Московского совета от школы авиаторов. Командовал красногвардейским отрядом во время Октябрьского вооружённого восстания в Москве, вёл боевые действия против занявших Кремль юнкеров.
В ноябре 1917 года направлен военным комиссаром в Донбасс, создал шахтёрский красногвардейский отряд, с которым участвовал в боях на Донбассе и в Киеве (январь 1918). Весной 1918 года участвовал в защите Ростова от белых (безуспешной).

Д. П. Жлоба среди красных командиров. Батум, 1921

Весной и летом 1918 года один из командиров армии Северокавказской советской республики. Командовал полком, бригадой и с мая 1918 года — 1-й «Стальной» стрелковой дивизией в боях против белогвардейцев на Кубани и Северном Кавказе. В октябре 1918 года, рассорившись с главкомом 11-й Красной армии Северного Кавказа Сорокиным, Жлоба увёл свою дивизию с кавказского фронта на царицынский. «Стальная» дивизия совершила 800-км поход от станции Невинномысской до Царицына и нанесла 15 октября удар по тылам войск генерала П. К. Краснова, оказав решающую помощь защитникам Царицына и сохранив город от сдачи. Участвует в боевых действиях против Повстанческой армии Махно. В 1919 году командовал особым партизанским отрядом и группой войск Каспийско-Кавказского фронта под Астраханью, кавалерийской бригадой в составе 1-го конного корпуса Борис Думенко, участвуя в освобождении Новочеркасска (январь 1920). 
С февраля 1920 года — командир 1-го конного корпуса и конной группы, действовавших летом 1920 года против войск Врангеля. Во время Северно-Таврийской операции войск Врангеля корпусу Жлобы было поручено совершить рейд по тылам белых войск, дезорганизовать их связь и снабжение, обеспечив прорыв основными силами красных белого фронта. 28 июня 1920 года корпус Жлобы с приданными частями (в литературе иногда именуется «конная группа Жлобы») численностью в 6685 сабель при 115 пулемётах и 24 орудиях прорвал линию фронта и начал продвижение на Мелитополь, разбив ряд встреченных по дороге белых частей. Однако Врангелю удалось установить с помощью авиации постоянный контроль за передвижениями кавалерии Жлобы, собрать в кулак броневые силы и бронепоезда, и 3 июля заманить Жлобу в «огневой мешок». Затем по красной кавалерии был нанесен губительный авиационный удар (в открытой степи несколько десятков самолётов, сменяя друг друга, расстреливали кавалеристов с воздуха пулемётным огнём), после чего она была атакована белой конницей. Потеряв управление войсками, красные прорывались из окружения разрозненными силами и несли большие потери. В результате разгрома конной группы Жлобы она потеряла свыше 2/3 личного состава. всю артиллерию и знамёна. Жлоба был отстранён от командования (сменён Окой Городовиковым). По данным белогвардейской печати, только захваченными оказались 40 орудий, 200 пулеметов, 2000 пленных и 3000 лошадей. Действия Жлобы разбирала специальная комиссия РВС фронта, отметившая «небрежность в деле разведки, охранения и связи», но не усмотревшая оснований для передачи дела Жлобы в трибунал.
С конца 1920 года служил заместителем командира 18-й кавалерийской дивизией, во время советско-грузинской войны в феврале 1921 года совершившей трудный переход через Кодорский перевал и отстранившей от власти правительство в Тифлисе. Когда в одном из боёв погиб начальник дивизии П. В. Курышко, Жлоба заменил его на должности начдива и командовал дивизией с 1 марта по 14 мая 1921 года. В марте 1921 года дивизия освободила Батуми от турецких войск, сохранив Аджарию в составе Грузии. Затем участвовала в подавлении дашнакского восстания в Армении и взяла Ереван.

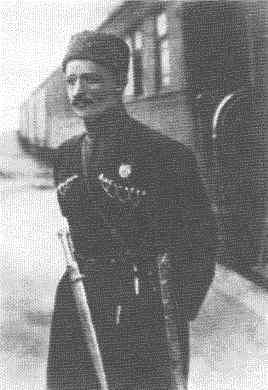
Д. П. Жлоба в 1920/1921 году

Демобилизован в 1922 году, находился на хозяйственной работе. Руководил Помголом, затем Последголом. С 1925 года председатель Комиссии по улучшению быта детей на Северном Кавказе и член Комиссии помощи демобилизованным красноармейцам и бывшим красным партизанам, член Северокавказского Крайисполкома. С 1927 года возглавлял Крайколхозобъединение. С лета 1928 года после проверки комиссией состояния хлебозаготовок в Кубанском округе в числе ряда работников снят с должности, находился в длительном отпуске и жил в ст. Павловской. Летом 1929 года поставлен во главе «Плавстроя» (в дальнейшем переименованного в «Кубрисострой»), в задачу которого входило проведение мелиоративных работ по осушению плавней на Кубани.

### Арест и гибель
Арестован НКВД в апреле 1937 года во время командировки в Москву как «главный организатор и командир повстанцев на Кубани».
10 июня 1938 года в Краснодаре на закрытом заседании выездной сессии Военной коллегии Верховного суда СССР был приговорён к высшей мере наказания — расстрелу с конфискацией имущества. В тот же день Жлоба и другие фигуранты дела были расстреляны.
Реабилитирован 30 мая 1956 года в связи с отсутствием состава преступления.

## Награды
Два ордена Красного Знамени:
- Приказ РВСР № 234 от 29 августа 1921 г. — за умелое руководство частями 1-го конного корпуса и личную храбрость,
- Приказ РВСР № 193 от 17 сентября 1922 г. — за боевые отличия при установлении Советской власти в Грузии,

Наградное золотое революционное оружие — Постановление ЦИК Грузинской ССР (1921).

## Семья
Жена, Дарья Михайловна Приказчикова (умерла в 1967 году), всю гражданскую войну провела вместе с мужем (начальник госпиталя в его дивизии). В браке родились двое детей (1913 и 1914 годов рождения) — сын Константин (умер 1991 году) и дочь Лидия, которые также были арестованы вместе с матерью, освобождены в 1956 году, прожили долгую жизнь, имели потомков.

## Интересные факты

Барельеф на здании в Краснодаре (2015 г.)

- В ст. Пашковской красноармейцы поднесли в дар начдиву захваченные личные вещи генерала А. Г. Шкуро (экипаж, именное золотое оружие — кинжал и шашку, бешмет коричневого цвета и каракулевую папаху).
- В 1920-е годы имел собственный мотоцикл «Харлей-Дэвидсон», на котором ездил по подведомственным объектам и совершал путешествия.
- Красноармейцами «Стальной» дивизии была создана «Песня товарищу Жлобе», которую исполняли пехотинцы Первой стрелковой дивизии, первого пехотного полка имени Жлобы. Песня была записана в станице Стародеревянковская в августе 1959 года от ветеринарного фельдшера Михаила Ивановича Демченко[9]:

| Бесстрашный, отважный, товарищ наш Жлоба, Нам слава твоя дорога. Ты белым опасен, в глазах твоих злоба, Ты вихрем летишь на врага. Поклялся ты бедным: рабочим, крестьянам, Готов за народ умереть, Несешь ты победу… Буржуям, тиранам Несешь ты бесславную смерть… |

- 6 апреля 1923 года в поселке Заречный близ станицы Белореченская была открыта детская колония имени Д. П. Жлобы, объединившая два ранее существовавших детских дома[10]. В настоящее время здесь располагается Белореченская воспитательная колония УФСИН России по Краснодарскому краю[11].

## Память
- Улица Жлобы в станицах Атаманской,Полтавской, Павловской, Старолеушковской, Ленинградской и в поселке Малороссийский, а также Белореченске,  Волгограде, Краснодаре, Горловке, Горячем Ключе.
- Улица Жлобы в посёлке Нижняя Крынка. Там же установлена мемориальная доска[12].
- Переулок Жлобинский в Ростове-на-Дону
- Переулок Жлобы в Новочеркасске.
- Селом имени Жлобы прижизненно называлось село Октябрьское в Зерноградском районе Ростовской области. Постановлением ВЦИК от 1 декабря 1937 года «О снятии имени врага народа Жлобы с села и с сельского совета Меченотинского района Ростовской области» село было переименовано в Октябрьское[13].